# Macrotyloma uniflorum
Macrotyloma uniflorum là một loài thực vật có hoa trong họ Đậu. Loài này được (Lam.) Verdc. miêu tả khoa học đầu tiên.
Nguyên hạt thường được sử dụng làm thức ăn gia súc. Tuy nhiên, hạt này được người ta ăn dưới dạng giá, hoặc là ăn nguyên hạt ở Ấn Độ, phổ biến đặc biệt là ở các bang miền nam Ấn Độ. 

## Hình ảnh

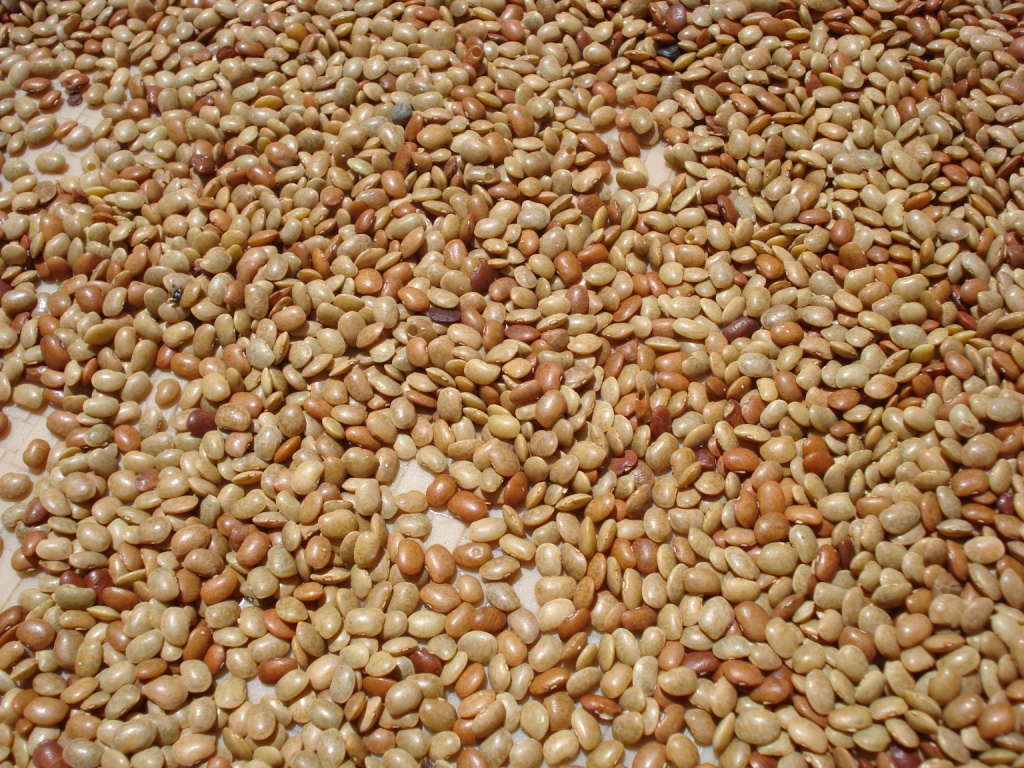
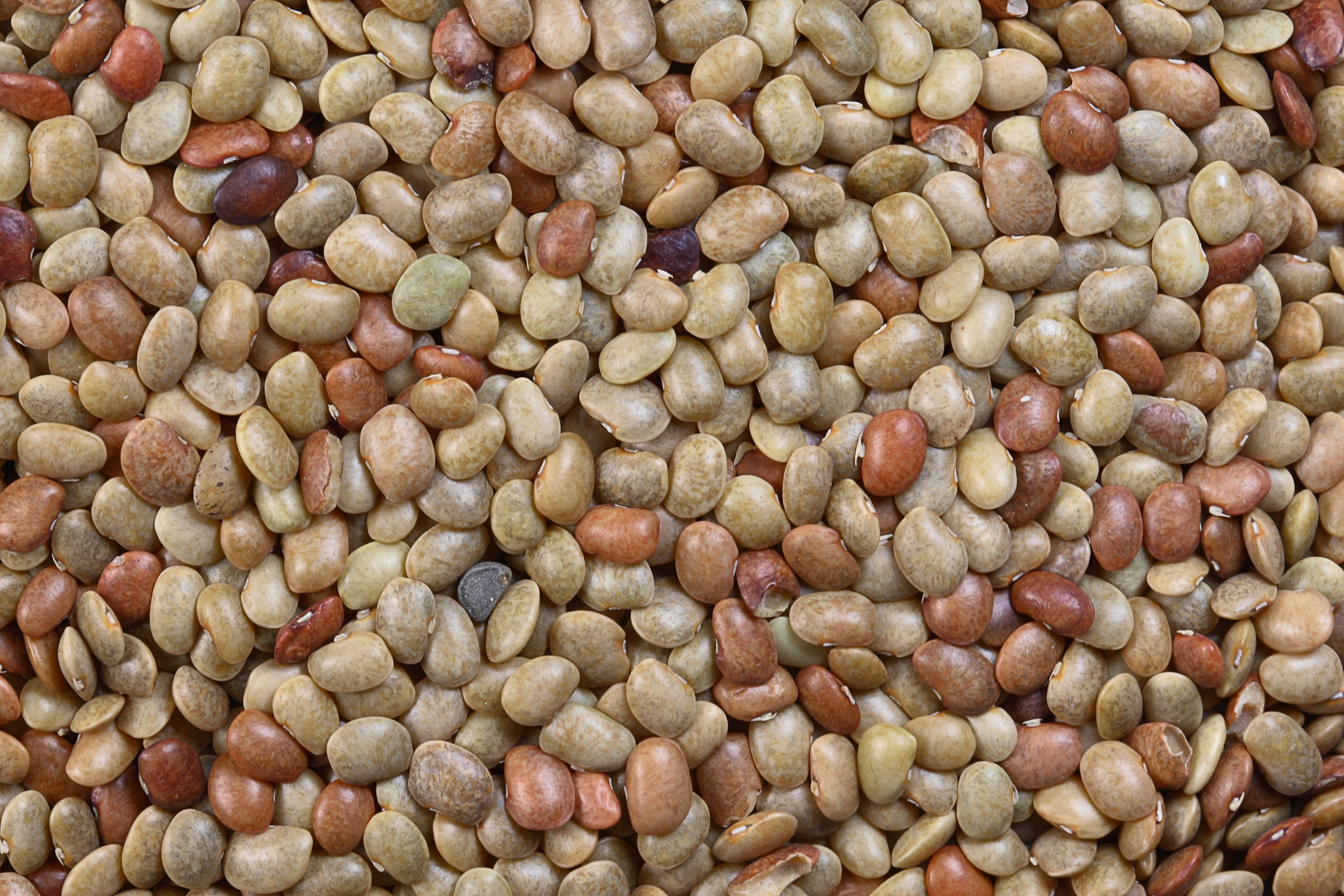